# Eurysphindus
Eurysphindus es un género de coleóptero de la familia Sphindidae.

## Especies
Las especies de este género son:
- Eurysphindus brasiliensis
- Eurysphindus comatulus
- Eurysphindus grandiclaviger
- Eurysphindus halli
- Eurysphindus hirtus
- Eurysphindus infuscus
- Eurysphindus plaumanni